# 夢幻妖子
《夢幻妖子》是渡瀨悠宇的日本漫畫作品。漫畫在《Sho-Comi》（小學館）上連載，單行本全14巻。作品獲得第43回小學館漫畫賞。電視動畫版於2000年播放，共24話。故事講述豪門御景家族出身的女高中生御景妖，在16歲生日時被揭露為天女色列斯的轉生，躲避家族追殺的同時，展開探索色列斯的過往與尋回羽衣的歷險。

## 故事簡介

### 設定
在遠古時代，天女從天上來到人間沐浴。天女沐浴時把她的羽衣挂在一旁，可是羽衣卻被拿走了。由於没有羽衣無法回到天上，天女只有留在人間。於是她嫁給拿走羽衣的男人，繁衍了後代。他們的後代也因此繼承了天女的血統。

### 劇情綱要
御景妖來自豪門御景家族。她和雙親以及孿生哥哥御景明一起生活。在御景妖十六歲生日那天，她被告知家族將為她舉辦生日宴會，在宴會上，御景妖的祖父答應給她一件生日禮物。可是當禮物盒被打開後發生了劇變，其實生日宴會的安排只是一個佈局，目的是考驗御景妖是否是天女色列斯的轉生，而事實證明確實如此。由於御景家族視天女的存在為一個巨大威脅，御景家的人開始追殺御景妖，連御景妖的父親也為保護她而遇害。御景妖被另外一位天女的後裔梧納涼，涼的義弟兼小叔梧雄飛以及一個叫十夜的神秘人物所救，隨後住在了梧納涼的家里。从那之後，寄生在妖體內的天女色列斯便時常被唤醒。另一方面，御景妖的堂哥御景各臣（表兄不會同姓）為了自己的野心，展開培育具有天女血統優秀人種的「C計劃」，御景妖也開始尋找色列斯丢失的羽衣。
妖陸續經歷和十夜互生感情、轉學、認識同為天女後裔的夥伴來間千鳥、色列斯的戀人御健（御景家族的始祖）的靈魂憑藉御景明甦醒、堂妹佐原美緒里接受「C計劃」實驗向她復仇的事件，後來妖因為十夜忽然憶起部分往事，兩者共赴八丈島調查和尋回十夜的記憶，揭露十夜其實是誕生自色列斯的羽衣的生命體。妖懷上了十夜的孩子，但是御景各臣為執行「C計劃」，將包含妖、千鳥在內的天女後裔帶往實驗所，妖等人獲得天女後裔司珠呂等人的幫助對抗御景各臣，但是單戀雄飛的千鳥為了保護心上人而喪命，劇情更揭曉色列斯和御健久遠前由愛生恨的過往。與御健決戰的事件中，十夜和妖等人會合參戰，色列斯因為取回羽衣現出真身和御健抗衡，但是妖被御健重傷命危，最終御景明憑自身意識擺脫御健的控制和志願犧牲，成為色列斯擊敗御健的關鍵。戰後色列斯與御健互訴心聲和解後再度沉睡，十夜以犧牲不死之身的代價救治妖，至於主使「C計劃」的御景各臣則死在爆炸的實驗室裡。
事件落幕後，妖和十夜遷居八丈島，梧納涼和梧雄飛持續關照著他們，失去不死之身的十夜囑託梧雄飛照顧妖的後續生活，妖和十夜迎來他們的孩子的誕生。

## 登場人物

### 主要角色
御景妖（聲：嘉數由美　台灣配音員：姚敏敏）
主人公。有著金髮藍瞳的16歲高中生。妖16歲生日那天發現她原来是天女色列斯的後代和色列斯的寄生體。御景家的人認為天女的存在會带来災難，於是不断地設法殺死御景妖。妖的父親為了保護她而被殺，妖的母親也進入昏迷狀態。妖經常無法控制體內的色列斯。更不由自主愛上了十夜。當御景妖的身體和意識被色列斯完全佔據時，就會以色列斯的姿態出現，中期可憑自己的意識化身色列斯，和後者精神相互溝通。
因為躲避追殺的緣故，初中期轉學至雄飛的學校。中期由於與被加裝人工記憶的十夜產生誤會，為了調適心情將長髮剪短，但是當她化身成瑟蕾絲的時候，還是會自動變成長髮的模樣。漫畫版與動畫版結尾懷了十夜的孩子，並與十夜隱居八丈島。小説版「Episode of Miku」揭露與十夜育有長女御景未来（みかげ みく），御景明轉世的兒子御景晶（みかげ あき），女兒也有自己的羽衣。
瑟蕾絲/色列斯（聲：岩男潤子　台灣配音員：馮美麗）
來自天上的天女，力量強大。有一個悲傷的過去。對奪走自己的羽衣，導致自己懷孕並殺害孩子們的御景家感到忌恨。瑟蕾絲迫切地尋找丢失的羽衣。她一直以來挑選御景家的女性後代作為寄生體並嘗試在她們十六歲時覺醒。隨著劇情發展，可以和御景妖的內心相互溝通。最後因為羽衣回歸露出真身，與御景家的始祖御健互相吐露心聲後，知道其實彼此仍深深地相愛著，兩人終於結束多年的仇恨心結再次沉睡。
十夜（聲：小西克幸　台灣配音員：陳進益）
一位喪失記憶的神秘人物，外型是擁有紅色短髮與金色雙瞳的青年男子。武器是一把短劍，擁有反射「始祖」力量的特殊能力。
表面身份是御景家族的工具（特務），負責捕捉天女和監視御景妖的任務，其實是瑟蕾絲失落海裡的羽衣創造出來、擁有不死之身的胎兒。其誕生時被一名八丈島的年長漁夫神宮寺辰造（じんぐうじ たつぞう，聲：伊井篤史）發現收養，由於僅用十個夜晚的時間便從嬰孩成長到成人，養父遂藉此事蹟將其命名為「十夜」。多年前，十夜和當時年幼的妖相遇，妖臨走前將拾獲的貝殼贈與他，令其決定尋找妖的下落，結果中途發生車禍而喪失攸關妖的記憶。御景家為失憶的十夜編造人工記憶，將其培訓為特務捕捉天女和監視御景妖，後來十夜發現自己愛上了御景妖，兩者合作尋找羽衣和記憶，歷盡周折後於重回八丈島時找回了記憶，同時面臨始祖和御景家的威脅。
在故事終章，十夜由於犧牲不死之身救回御景妖的緣故，壽命僅剩下一兩年，他委託梧雄飛照顧妖的後續生活，最終與妖隱居在八丈島，迎接孩子的降生。小説版「Episode of Miku」揭露最終決戰三年後，因為雄飛勸諫而繼續存活，與妖育有長女御景未来與兒子御景晶（御景明的轉世），繼續守護妖與兒女。
梧雄飛（聲：伊藤健太郎　台灣配音員：何志威）
梧納涼的義弟暨小叔，是從傳統舞蹈家族本家分出的成員，小學五年級母親早逝，父親和續弦留在本家生活。因為兄長在婚後遭遇車禍逝世，將嫂子梧納涼視為義姐。喜歡御景妖，是御景妖的保护者。廚藝了得，武器是一雙特製鐵筷。後期得到天女（來間千鳥）加持的頭巾作為護身符。漫畫版與動畫版結尾受到十夜委託，負責照顧御景妖的後續生活。小説版「Episode of Miku」則在十夜委託照應妖的後續生活時，聲稱十夜才是妖真正需要的存在，要求對方好好活下去，後來與利用來間千鳥基因培育出來的天女血統後裔チドリ發展出感情線。
梧納涼（聲：淺野麻由美　台灣配音員：李明幸）
雄飛的義姐暨嫂嫂，具有天女的血統。關西傳統舞蹈流派出身，多年前與雄飛的兄長結婚，但後來丈夫因為車禍喪生，造成她因此流產。虽然無法像御景妖那樣轉變為天女，但她拥有天女的部分能力，可用進行心電感應、運用念動力移動物品。梧納涼發現御景妖是直接繼承天女的再生體，為了躲避追殺，把妖收留在了自己的住所。
小田玖（聲：松本和香子　台灣配音員：馮美麗）
梧家的女傭，有著一張喜感的面容，但也因此意外的能夠通過艾立克的面部辨識系統。喜歡飆車，但也因此讓納涼與雄飛直呼吃不消。
來間千鳥（聲：川澄綾子　台灣配音員：李明幸）
栃木天女的子孫，虽然已經十六歲，看起來卻像一个小女孩，有一位因為意外事故不良於行、渴望成為飛行員的弟弟久間翔太。因為目睹家人慘遭殺害，能力因而覺醒。只有變成天女後才能顯現成熟的姿態。非常喜歡雄飛。後來被強制帶到C計劃的研究所，為保護雄飛遭槍殺而死，生前遺留加持咒力的頭巾由納涼代為轉交給雄飛。小説版「Episode of Miku」揭露有一名利用其基因培育出來的天女孩子チドリ。
司珠呂（聲：佐佐木静香）
人氣歌手，拥有沖繩天女的血統。有名年長一歲且同為歌手的表兄司敬。平時總是以男裝掩蓋自己的真實性別，其特殊能力與聲音有關。因為C計劃的藥劑讓她能力覺醒，卻也因此對身體產生副作用。由於曾經目睹愛人遭到殺害，使她為此決意對御景各臣報仇，最後為了報仇，在演唱會上不惜全數施展聲音的能量，力竭身亡。

### 御景財團
御景明（聲：千葉進步　台灣配音員：李景唐）
御景妖的孿生哥哥。温柔善良。非常疼愛且保護自己唯一的雙胞胎妹妹小妖。常揶揄自己光照顧妹妹就夠累了沒空交女朋友。可是在16歲生日那天，在御景家族的生日儀式上，看到過去始祖木乃伊的斷手掌，使他體內的始祖漸漸覺醒而成為始祖（御景家的祖先，拿走瑟蕾絲羽衣的那個人）的轉生體並瘋狂地追求瑟蕾絲。後期阿明憑藉著自己的意志擺脫了始祖的控制，最終為阻止始祖暴力的行為犧牲了自己。在小説版「Episode of Miku」揭露最終決戰三年後，轉生成十夜和妖的兒子御景晶。
御健（聲：三木真一郎）
御景家的始祖。色列斯的戀人暨宿敵。原本是非常溫柔敦厚帥氣的好男人，因此被羽衣挑上，走到海邊與化身成人類的色列斯相遇，將色列斯帶回部落。之後部落便把色列斯當做女神。起初色列斯以為健跟其他男人一樣，便主動獻身以完成天女一族的任務，但敦厚溫柔的健拒絕色列斯的獻身，令色列斯開始自我懷疑，對其有了不一樣的看法。察覺到色列斯始終沒笑容的健，為了能看見色列斯的笑容，每天都採花送給她。
色列斯開始懷疑自己的情感與存在，痛苦地打算自燃，被御健及時救回。此舉令色列斯感受到何謂人類真實的情感，也發覺自己已深愛上健，於是答應健的求婚，兩者結為夫妻。對色列斯而言這次並不是在執行自己的任務，而是真正的愛情。但是婚後的御健性情開始大幅轉變為殘酷，因過於害怕色列斯會突然離開，為此將羽衣藏起扔進大海讓色列斯找不到，甚至強迫色列斯留在家當他的妻子，不准讓其他男人看到她的美貌。
直至某日兩人的孩子無法忍受御健的殘酷行徑，試圖帶著色列斯逃離專橫跋扈的御健的掌控，不幸被御健發現，將兩人的孩子殺害，陷入極度悲痛的色列斯便失控地使用天女的力量殺了御健。從此以後，天女色列斯便發誓要滅絕御健的後代（御景家族）並奪回羽衣，藉著憑依御景家的歷代女性後裔現身；御健的意識則伺機潛伏在御景家的男性後裔身體裡。最終御健敗於重獲羽衣的色列斯，兩者再會互訴心聲，化解心結再度沉睡。
御景各臣（聲：杉田智和　台灣配音員：李景唐）
御景妖的堂哥（實際上並不是御景家血脈，是由於母親再婚而改姓），同時是在日本各地尋找具有天女遺傳因子和力量的人，然後把天女力量變成自己的力量的「C計劃」的主使人。兒時飽受母親虐待，因為偶然看見天女的照片，由此對天女產生好奇心，後來母親精神失常被收留在精神病院進行治療。在各臣的安排下，御景家的人把瑟蕾絲的血液物质注射到各地的實驗品（大多是女性）身上，如果被實驗者倖存下来，就具有天女的能力，但也因為主使該項實驗，與包含妖、色列斯在內的一行人對立。最後死於爆炸的實驗室裡。

### 前衛部隊
艾立克（聲：關智一）
IQ在250以上的天才科學家，受僱於御景家。對自己所做的一切感到懺悔。小説版「Episode of Miku」揭露各臣死後，其丟棄了天女的冷凍受精卵，卻無法丟棄三顆求生欲極強的冷凍受精卵。

### C計劃
浦川由貴（聲：木村亞希子）
妖轉學至雄飛的學校後，認識的女孩。與老師之間存在著超越師生的情感，但此老師其實是御景家族的研究員，持續餵食覺醒藥劑給浦川。在C計劃實施下，浦川覺醒並擁有自動引火的能力。話末抱著老師的身軀，自燃身亡。後來的劇情提及，浦川本身其實是個不成功的實驗體。
佐原美緒里（聲：矢島晶子）
妖的堂妹。因為其母親（妖的嬸嬸）在妖的十六歲生日受到波及內臟嚴重破裂，為了報復妖，加入C計劃覺醒為色列斯B。曾一度假冒是十夜的女友，令記憶被竄改的十夜與妖關係生變，後來與化身色列斯的妖在街上決戰引發大騷動。當十夜的記憶恢復後，為了報復妖，當場從高樓墜落，自盡身亡。小說版「Episode of Miku」揭露過身後遺留一名利用她的基因培育出來、具有天女能力的孩子ミオリ，繼承她的記憶向妖展開復仇。
秋山久美
來自朽木縣的天女子孫，覺醒時的光柱擊落飛行中的色列斯。被御景集團洗腦後覺醒為帕拉斯B，為研究所天女代表人物。最後帶領研究所天女子孫全體以咒力自爆。

## 用語
天女
來自天上的異能女性，類似外星人的生命體，只有雌性，沒有雄性的存在，因此須至地球尋找人類男性繁衍後代，其所繁衍的後代亦為雌性。通常擁有天女力量的女性，都在16歲那年覺醒，當她們覺醒成天女姿態的時候，清一色都是深黑長髮（動畫版為深藍色）與金黃雙瞳的姿態，隨著自身本質不同，擁有各類的念能力。純種的天女（如瑟蕾絲/色列斯這類）靈魂可選擇轉生寄宿的對象。天女的力量，稱做「咒力」。有一些具備天女血統的女性雖然無法化身天女姿態，但仍有部分的念能力（例如梧納涼）。
據御景各臣的說法，後來天女的血脈多了各種分支，就連人魚也是其中一類。
羽衣/瑪那
血統純正的天女（如瑟蕾絲/色列斯這類）的主要力量根源，外觀是個有特殊符紋的球體。一旦羽衣被奪去，天女的力量將會被大幅削弱。十夜正是在御鍵奪去羽衣並將其棄置海底時，從羽衣誕生的特殊存在。雄飛額頭上被瑟蕾絲加持過的頭巾，正中央就是羽衣的圖紋。
C計劃
由御景各臣主導的實驗計畫，散播色列斯血液所製作的藥劑而使具有天女遺傳因子的人覺醒，然後集中管理。在各臣的安排下，御景家的人把藥劑散佈到自來水中，如果覺醒者幸存，便具祖先天女的能力。此計劃宗旨為利用天女孕育優越人種。
雖然成功倖存的實驗者能夠運用天女的力量，但無羽衣的天女不但無法回原本的世界，生命亦非常短暫，往往因副作用驟然離世。該計畫隨著最後各臣去世而宣告終結。
羽衣之松
天女傳說中，曾經被天女掛上羽衣的松樹。在此作品當中，羽衣之松是位於御景家的祖傳之樹，任何人都不能攀爬這棵樹，但御景妖曾在幼年時期攀爬這棵樹而險些摔傷。

## 出版書籍
單行本
| 卷數 | 小學館         | 小學館             | 大然文化   | 大然文化           |
| 卷數 | 發售日期       | ISBN               | 發售日期   | ISBN               |
| ---- | -------------- | ------------------ | ---------- | ------------------ |
| 1    | 1996年12月11日 | ISBN 4-09-136354-7 | 1998年3月  | ISBN 957-25-3528-5 |
| 2    | 1997年3月19日  | ISBN 4-09-136355-5 | 1998年5月  | ISBN 957-25-3591-9 |
| 3    | 1997年6月26日  | ISBN 4-09-136356-3 | 1998年7月  | ISBN 957-25-3710-5 |
| 4    | 1997年9月26日  | ISBN 4-09-136357-1 | 1998年9月  | ISBN 957-25-3905-1 |
| 5    | 1997年12月15日 | ISBN 4-09-136358-X | 1998年11月 | ISBN 957-25-4033-5 |
| 6    | 1998年3月26日  | ISBN 4-09-136359-8 | 1999年2月  | ISBN 957-25-4249-4 |
| 7    | 1998年6月26日  | ISBN 4-09-136360-1 | 1999年5月  | ISBN 957-25-4445-4 |
| 8    | 1998年9月26日  | ISBN 4-09-137641-X | 1999年9月  | ISBN 957-25-4691-0 |
| 9    | 1999年12月15日 | ISBN 4-09-137642-8 | 1999年11月 | ISBN 957-25-4883-2 |
| 10   | 1999年3月26日  | ISBN 4-09-137643-6 | 2000年2月  | ISBN 957-25-5056-X |
| 11   | 1999年6月26日  | ISBN 4-09-137644-4 | 2000年4月  | ISBN 957-25-5319-4 |
| 12   | 1999年9月25日  | ISBN 4-09-137645-2 | 2000年7月  | ISBN 957-25-5526-X |
| 13   | 1999年12月14日 | ISBN 4-09-137646-0 | 2000年10月 | ISBN 957-25-5755-6 |
| 14   | 2000年3月25日  | ISBN 4-09-137647-9 | 2001年2月  | ISBN 957-25-5950-8 |

文庫版
| 卷數 | 小學館         | 小學館             |
| 卷數 | 發售日期       | ISBN               |
| ---- | -------------- | ------------------ |
| 1    | 2005年10月15日 | ISBN 4-09-191691-0 |
| 2    | 2005年10月15日 | ISBN 4-09-191692-9 |
| 3    | 2005年11月15日 | ISBN 4-09-191693-7 |
| 4    | 2005年11月15日 | ISBN 4-09-191694-5 |
| 5    | 2005年12月15日 | ISBN 4-09-191695-3 |
| 6    | 2005年12月15日 | ISBN 4-09-191696-1 |
| 7    | 2006年1月14日  | ISBN 4-09-191697-X |

### 小说
原作：渡瀨悠宇、作者：西崎惠（Palette文庫）
- 夢幻妖子  Episode of Tooya （2000年6月、ISBN 4-09-421271-X）
- 夢幻妖子  Episode of Shuro （2000年9月、ISBN 4-09-421272-8）
- 夢幻妖子  Episode of Aki （2001年1月、ISBN 4-09-421273-6）
- 夢幻妖子  Episode of Miku 上卷 （2001年6月、ISBN 4-09-421274-4）
- 夢幻妖子  Episode of Miku 中卷 （2001年7月、ISBN 4-09-421275-2）
- 夢幻妖子  Episode of Miku 下卷 （2001年8月、ISBN 4-09-421276-0）

## 電視動畫

### 製作人員
- 原作 - 渡瀨悠宇（小學館｢｣）
- 監督 - 龜垣一
- 製作 - 山下暉人、渡邊繁、布川郁司
- 企畫 - 植田文郎、久保聰、本間道幸
- 劇本統籌 - 大橋志吉
- 角色設計 - 本橋秀之
- 總作畫監督 - 北山真理
- Sub Design - 森山雄治、三好和也、宇佐美皓一、奥田泰弘、鈴木奈都子、小木曾伸吾、高橋資祐
- 美術監督 - 高田茂祝
- 色彩設計 -
- 撮影監督 - 石塚知義
- 編集 - 松村正宏（JAY FILM）
- 音樂 - 酒井良
- 音樂製作人 - 中村伸一
- 音響監督 - 高橋秀雄
- 動畫製作人 - 三上孝一
- 製作 - 小學館、萬代影視、Studio Pierrot

### 主題曲
片頭曲
「Scarlet」
作詞 - 高橋研 / 作曲 - 澤近泰輔 / 編曲 -  / 歌 - 岩男潤子
片尾曲
（第1話 - 第15話）
作詞 - 森由里子 / 作曲．編曲 - 酒井良 / 歌 - DAY-BREAK
「Cross My Heart」（第16話 - 第23話）
作詞 - 森由里子 / 作曲．編曲 - 酒井良 / 歌 - DAY-BREAK
插曲
「無限的風」
作詞 - 森雪之丞 / 作曲．編曲 - 酒井良 / 歌 - GeSANG

### 各話標題
| 集數 | 播放日         | 中文標題       | 日文標題                 | 腳本     | 分鏡            | 演出       | 作畫監督 |
| ---- | -------------- | -------------- | ------------------------ | -------- | --------------- | ---------- | -------- |
| 1    | 2000年 4月20日 | 命運的開始     | 16の星と月が巡る日       | 大橋志吉 | 青木佐恵子      | 亀垣一     | 本橋秀之 |
| 2    | 4月27日        | 天女的初吻     | 天女のファーストキス     | 大橋志吉 | 西澤晋          | 西澤晋     | 本橋秀之 |
| 3    | 5月11日        | 下凡來的天女   | 下界へ降りし者           | 大橋志吉 | 亀垣一          | 亀垣一     | 本橋秀之 |
| 4    | 5月18日        | 被奪的羽衣     | 奪われた羽衣             | 大橋志吉 | わたなべひろし  | 青木佐恵子 | 本橋秀之 |
| 5    | 5月25日        | 詞夜的宿舍     | 十夜の宿命               | 大橋志吉 | わたなべひろし  | 亀垣一     | 本橋秀之 |
| 6    | 6月1日         | C計劃          | Cプロジェクト            | 大橋志吉 | 西澤晋          | 西澤晋     | 本橋秀之 |
| 7    | 6月8日         | 覺醒了的C計劃  | 目覚めたCゲノマー        | 大橋志吉 | 神谷純 亀垣一   | 高瀬節夫   | 本橋秀之 |
| 8    | 6月15日        | 御景家的陰謀   | 御影家の陰謀             | 富田祐弘 | 西澤晋          | 山崎隆     | 松下純子 |
| 9    | 6月15日        | 天女的誓言     | 天女の誓い               | 大橋志吉 | 青木佐恵子      | 松浦錠平   | 平岡正幸 |
| 10   | 6月22日        | 千鳥的飛翔     | 千鳥の飛翔               | 富田祐弘 | わたなべひろし  | 亀垣一     | 本橋秀之 |
| 11   | 6月29日        | 漂浮不定的心情 | うごきだす気持（こころ） | 大橋志吉 | 西澤晋          | 青木佐恵子 | 本橋秀之 |
| 12   | 7月6日         | 銀色的項鍊     | 銀のチョーカー           | 大橋志吉 | 西澤晋          | 西澤晋     | 本橋秀之 |
| 13   | 7月13日        | 御景家的守護神 | 御影家の御神体           | 大橋志吉 | 西澤晋          | 高瀬節夫   | 本橋秀之 |
| 14   | 7月27日        | 覺醒的始祖     | 覚醒した始祖             | 富田祐弘 | 西澤晋          | 林有紀     | 本橋秀之 |
| 15   | 8月3日         | 十夜的過去     | 十夜の過去               | 大橋志吉 | 亀垣一          | 亀垣一     | 本橋秀之 |
| 16   | 8月10日        | 另一個瑟蕾絲   | もうひとりのセレス       | 大橋志吉 | 西澤晋          | 西澤晋     | 本橋秀之 |
| 17   | 8月24日        | 被吸引的愛     | 魅きよせられる愛         | 大橋志吉 | 增井壯一 西澤晋 | 高瀬節夫   | 本橋秀之 |
| 18   | 8月24日        | 短暫的幸福     | つかの間の幸せ           | 大橋志吉 | 林有紀          | 林有紀     | 本橋秀之 |
| 19   | 8月31日        | 千鳥的告白     | 千鳥の告白               | 大橋志吉 | 西澤晋          | 亀垣一     | 本橋秀之 |
| 20   | 9月7日         | 十夜之死       | 十夜死す                 | 大橋志吉 | 西澤晋          | 西澤晋     | 本橋秀之 |
| 21   | 9月14日        | 古老的天女     | いにしえの天女           | 大橋志吉 | 西澤晋          | 高瀬節夫   | 本橋秀之 |
| 22   | 9月21日        | 復仇的歌聲     | 復讐の歌声               | 大橋志吉 | 林有紀          | 林有紀     | 本橋秀之 |
| 23   | 9月28日        | 復活的見限     | 甦ったミカギ             | 大橋志吉 | 西澤晋          | 西澤晋     | 本橋秀之 |
| 24   | 9月28日        | 終結的時候     | 最後の決着をつける時     | 大橋志吉 | 亀垣一          | 亀垣一     | 本橋秀之 |

## 外部連結
- Pierrot官方網頁（日語）